# Cuxiú
Cuxiú é a designação comum aos macacos do Novo Mundo da família Pitheciidae e gênero Chiropotes. Estes animais têm hábitos diurnos e dieta frugíva, com duas espécie de origem amazônicas. Possuem pelagem espessa, principalmente na cauda não preênsil e na barba, com topete formado por dois tufos de pêlos. Costumam viver em bandos de até 30 indivíduos, consituindo um grupo ameaçado de extinção.

## Espécies
- Cuxiú-preto, Chiropotes satanas
- Chiropotes chiropotes
- Chiropotes israelita
- Chiropotes utahickae
- Cuxiú-de-nariz-branco, Chiropotes albinasus